# Moyen anglais
 (septembre 2011).
Le « moyen anglais » est le nom donné par les linguistes aux différentes formes de la langue anglaise entre la conquête normande de l'Angleterre (1066) et la seconde moitié du XVe siècle, lorsque la norme de la Chancellerie, l'anglais parlé à Londres, devint la référence pour tout le royaume. L'Oxford English Dictionary définit la période durant laquelle le moyen anglais était parlé de 1150 à 1500.
À la même époque, le dialecte de Northumbrie, parlé dans le sud-est de l'Écosse, évoluait pour donner naissance au scots.
La langue parlée en Angleterre entre la fin du XVe siècle et environ 1650 est connue sous le nom d'anglais moderne naissant.
À la différence du vieil anglais, qui adoptait les conventions d'écriture du saxon occidental tardif juste avant la conquête, le moyen anglais possédait une large gamme de formes écrites et sans doute aussi de dialectes. Néanmoins, la grande diversité des formes du moyen anglais écrit ne signifie pas une grande variété de formes dans l'anglais d'avant 1066. Cette diversité tend à signifier la fin du rôle joué par le Wessex comme centre de l'activité scripturale et l'émergence de plusieurs centres distincts d'anglais écrit ou de dialectes parlés.
Au fil des siècles, des régions comme la Northumbrie, l'Est-Anglie et celle de Londres émergeaient progressivement pour s'imposer comme des centres de la production littéraire, avec des caractéristiques propres à chacune.

## Cultures littéraires et linguistiques

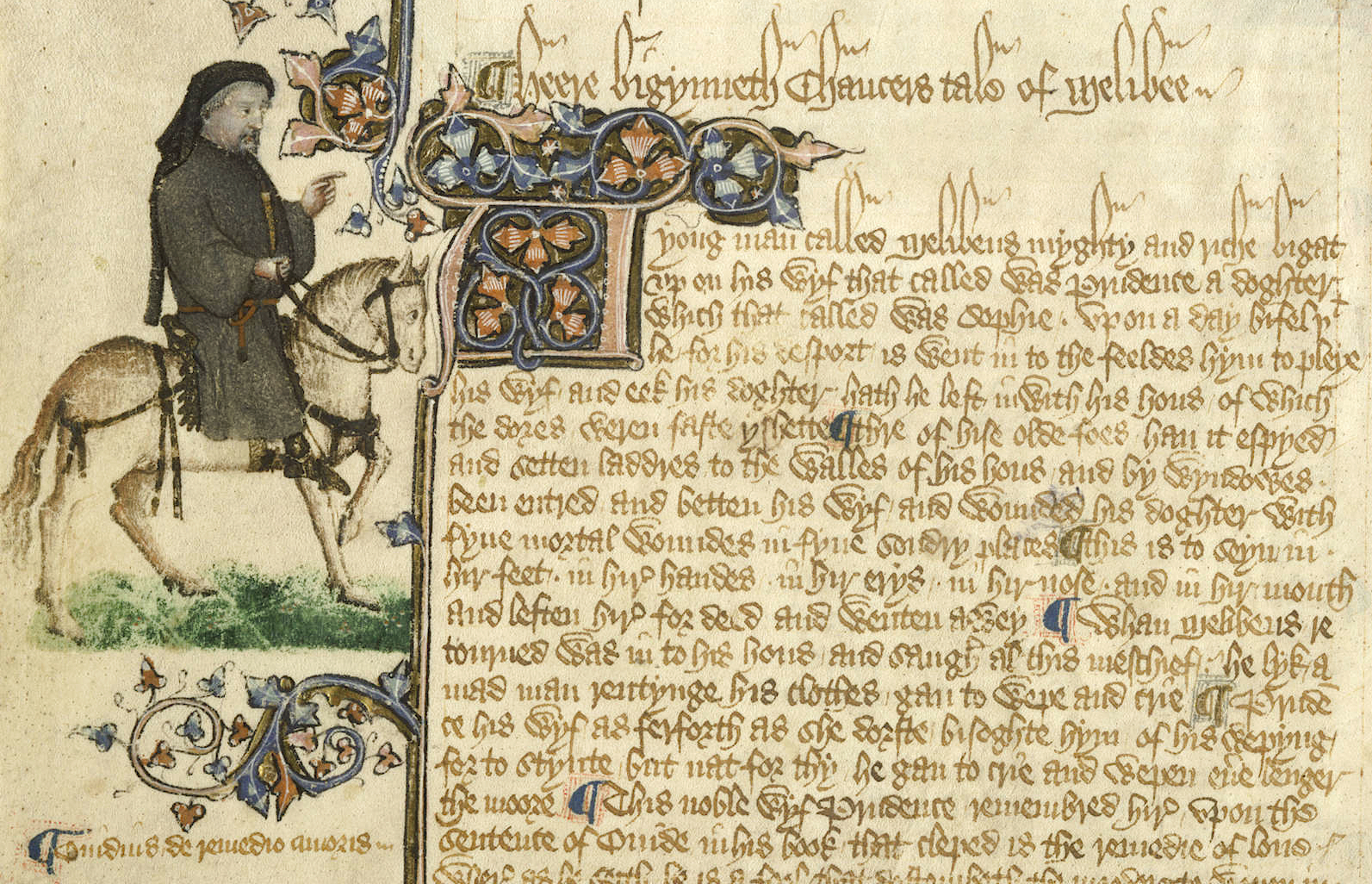
Manuscrit des Contes de Canterbury en Moyen anglais.

Le moyen anglais était une des cinq langues qui se parlaient en Angleterre médiévale. N'ayant pas été adopté par l'Église catholique romaine, qui préférait le latin, le moyen anglais perdit son statut de langue de la Cour, de littérature et de documentation, et il fut largement supplanté par l'anglo-normand. L'anglais resta toutefois la langue parlée par les gens ordinaires et fut donc la seule langue vernaculaire de la plupart des Anglais. La langue était d'ailleurs enseignée à la Cour dès le milieu du XIIe siècle et rejoint donc les rangs de l'anglo-normand et du latin. Dans certaines régions de l'ouest, on parlait aussi d'autres langues vernaculaires, comme le gallois et le cornique.
L'anglais continuait cependant d'être employé à la Cour, notamment dans la rédaction de la plupart des chartes. De plus, l'anglais était encore utilisé en littérature. Même pendant ce qui sera appelé l'ère « perdue » de la littéraire anglaise, de la fin du XIe siècle au milieu du XIIe siècle, des textes en vieil anglais continuaient d'être copiés, utilisés et adaptés par des copistes. C'était surtout le cas des homélies, des hagiographies et des textes grammaticaux. De la fin du XIIe siècle au XIIIe siècle, un grand nombre d'œuvres écrites comme des chants, des hagiographies, des manuels de dévotion, des encyclopédies, des poèmes sur la moralité (et souvent aussi sur l'immoralité), des échanges et autres textes étaient produits. Pour la plupart, ils ne furent pas encore étudiés, une des raisons étant que ces textes sortaient des schémas classifiés littéraires.
Le moyen anglais qui est le plus familier actuellement est la langue employée dans la poésie richardienne et celles qui lui suivirent : les cultures littéraires des XIVe siècle et XVe siècle, qui se formèrent autour des Midlands de l'Ouest, en Est-Anglie et dans la région de Londres. Des exemples sont les œuvres de William Langland, de Geoffrey Chaucer, de John Lydgate, de John Gower, de Thomas Malory, de William Caxton et de Thomas Occleve.
Le plus connu de ces auteurs est certainement Chaucer. Dans ses Contes de Canterbury et ses autres poèmes brefs, il continua la réinvention d'anciennes traditions mais sans les abandonner complètement.

## Histoire

### LeXIesiècle
Bien qu'il soit difficile d'estimer le choc culturel du transfert de pouvoir en Angleterre en 1066, la disparition du vieil anglais au sommet des plus hautes institutions du pays, autant politiques qu'ecclésiastiques, et son remplacement par l'anglo-normand ouvraient la voie à l'introduction du français dans les arts oratoires et la littérature et altéraient fondamentalement son rôle dans l'éducation et l'administration. Bien que le vieil anglais ne fût jamais aussi standardisé que l'anglais moderne, ses formes écrites furent sujettes à moins de variations que l'anglais d'après 1066.
Près de 1000 ans plus tard, l'influence normande se voit toujours en anglais moderne. Dans les exemples suivants, pour chaque paire de mots, le premier vient de l'ancien anglais et le second est d'origine franco/anglo-normande : pig / pork – cow / beef – wood / forest – sheep / mutton – house / mansion – worthy / honourable – bold / courageous.
Le rôle de l'anglo-normand comme langue de gouvernement et de loi se note aussi dans l'abondance des termes de l'anglais moderne pour décrire les formes de gouvernement qui sont inspirées des Normands : court, judge, jury, appeal, parliament. D'autres domaines sont concernés, comme la chevalerie, qui débuta au XIIe siècle en réponse à la féodalité et aux Croisades. Dès le départ, ce vocabulaire de la conduite policée commence à faire son chemin dans la langue anglaise : le mot debonaire apparaît en 1137 dans la Chronique de Peterborough, de même que castel, autre import normand qui impose sa marque sur le territoire de la langue anglaise comme sur celui de l'Angleterre-même.
Cette période, dans laquelle coexistent trois langues, favorise le développement des synonymes en anglais moderne. Ainsi, l'anglais possède trois mots qui signifient « d'un roi » (ou « lié à un roi ») :
- kingly, dérivé du vieil anglais,
- royal, dérivé du français, et
- regal, dérivé du latin.

Des modifications plus profondes encore apparaissent dans la grammaire. Peu à peu, le pouvoir anglicise la vie quotidienne, malgré la prédominance du français qui demeurera la langue de la littérature et de la justice pour encore des siècles, anglicisation renforcée par la perte de la plupart des possessions anglaises en Europe continentale.
Le nouvel anglais ne ressemble pas au vieil anglais, qui possédait un système complexe de terminaisons infléchies. Celles-ci disparurent progressivement par la simplification de tous les dialectes de l'anglais parlé. Commencé avec la langue parlée, le changement se fait aussi sentir dans les formes écrites de la langue. Cette fixation des terminaisons n'est pas imputable uniquement à la population francophone, qui vivait sur le sol anglais. À la même époque, d'autres langues germaniques subissent également les mêmes transformations.
Malgré l'influence de l'anglo-normand sur les élites, l'anglais demeurait la langue commune et très probablement aussi une langue littéraire, à égalité avec l'anglo-normand et le latin du XIIe siècle au XIVe siècle. À la fin du XIVe siècle, la norme de la Chancellerie (The Chancery Standard), aussi appelée « anglais de Londres », s'impose, phénomène provoqué par la concentration de la bureaucratie à Londres et par un accroissement concomitant de la production littéraire londonienne, tendant à uniformiser l'orthographe de l'anglais.
Tandis que la littérature en moyen anglais tendait à se populariser à la fin du XIVe siècle, avec les œuvres de Geoffrey Chaucer et de John Gower, un immense corpus littérature parvint à passer les siècles.

### LeXIVesiècle

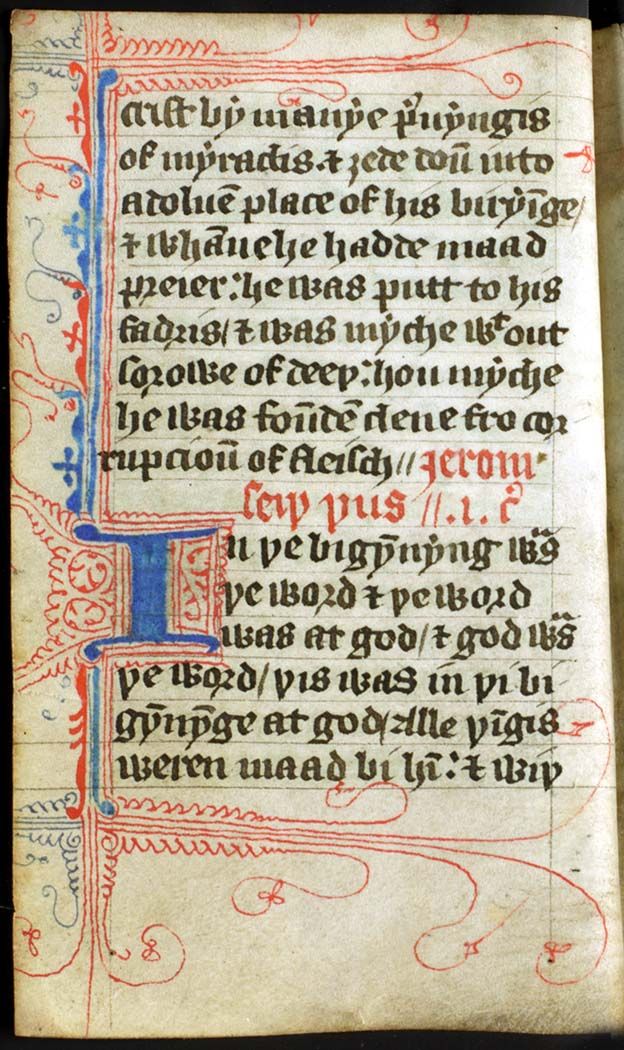
Bible de Wycliffe montrant un ensemble de traductions de la Bible en moyen anglais entre 1380 et 1395.

Le XIVe siècle marqua un emploi renforcé de l'anglais, même au sein des couches supérieures de la société. Depuis 1360, le Parlement d'Angleterre employait de plus en plus l'anglais, et la Cour du roi parlait majoritairement l'anglais depuis l'époque d'Henri V, (couronné en 1413). Avec la standardisation de la langue, l'anglais commence à présenter une syntaxe et des formes grammaticales plus proches de l'anglais moderne et de ses dialectes ultérieurs.
Néanmoins, l'époque est particulièrement troublée. Cinq rois sont destitués entre 1399 et 1500, et l'un d'eux (Henri VI) l'est même deux fois. De nouvelles têtes arrivent aux postes clés du royaume, des personnes parfois issues d'autres régions, voire de classes sociales inférieures. Ce n'est qu'avec l'avènement de la maison Tudor (1485) qu'une réelle stabilité politique voit le jour. La langue subit des modifications au cours de ce siècle troublé. À la fin du XVe siècle, enfin, un anglais plus moderne commence à émerger. L'imprimerie apparaît en Angleterre dans les années 1470. La Bible est traduite en anglais, des livres de prière sont imprimés et ces ouvrages sont lus aux offices religieux dès les années 1540. Un large public commence à avoir accès à cette langue standardisée, et l'anglais moderne apparaît.

## Grammaire
Avec son système simplifié de terminaisons, le moyen anglais se rapproche davantage de l'anglais moderne que du vieil anglais, la version de langue avant 1066.

### Noms
En dépit de l'abandon du système légèrement plus complexe des désinences infléchies, le moyen anglais conserve deux formes distinctes des terminaisons de l'ancien anglais. Par exemple, voici les formes des noms de moyen anglais engel (ange) et nome (nom) :
|           | singulier | singulier | pluriel     | pluriel |
| --------- | --------- | --------- | ----------- | ------- |
| nom./acc. | engel     | nome      | engles      | nomen   |
| gén.      | engles*   | nome      | engle(ne)** | nomen   |
| dat.      | engle     | nome      | engle(s)    | nomen   |

Le pluriel fort en -s demeure en anglais moderne, mais le pluriel faible en -n s'utilise dans quelques mots: oxen (« bœufs »), children (« enfants »), brethren (« frères »), et dans certains dialectes : eyen (au lieu de eyes, yeux), shoon (au lieu de shoes, chaussures) et kine (au lieu de cows, vaches).

### Verbes
En général, la première personne du singulier dans les verbes au présent de l'indicatif se termine en -e (ich here), la deuxième personne en -(e)st (þou spekest) et la troisième personne en -eþ (he comeþ). Au passé, les verbes faibles ont des désinences en -ed(e), -d(e) ou -t(e). Toutefois, les verbes forts changent la voyelle de la racine pour former le passé (binden devient au passé bound), comme en anglais moderne.

### Pronoms
L'anglais d'après 1066 hérite ses pronoms du vieil anglais :
|           | Première pers. | Première pers. | Deuxième pers. | Deuxième pers. |
| singulier | pluriel        | singulier      | pluriel        |                |
| --------- | -------------- | -------------- | -------------- | -------------- |
| nom.      | ic, I          | we             | þu             | ye             |
| acc.      | me             | us             | þe             | yow, ow        |
| gén.      | min, mi        | ure            | þin            | yower, ower    |
| dat.      | me             | us             | þe             | yow, ow        |

|      | masc. | neut. | fém.        | pl.         |
| ---- | ----- | ----- | ----------- | ----------- |
| nom. | he    | hit   | ho, heo, hi | hi, ho, heo |
| acc. | hine  | hit   | hi, heo     | hi          |
| gén. | his   | his   | hire, hore  | hore, heore |
| dat. | him   | him   | hire        | hom, heom   |

Les pronoms de la première et de la deuxième personne ont survécu sans grand changement, à part de légères modifications orthographiques. Pour la troisième personne, l'accusatif masculin singulier est devenu him en anglais moderne. La forme féminine a été remplacée par une forme du demonstration, qui a progressivement évolué pour devenir le pronom féminin moderne she. L'absence d'une norme écrite entre le XIe siècle et le XVe siècle empêche de dater précisément cette évolution.

## Prononciation
En général, toutes les lettres étaient prononcées en moyen anglais, y compris celles qui sont muettes en anglais moderne. Ainsi, le mot knight (« chevalier ») se prononçait [knɪçt] au lieu de [naɪt], comme maintenant. En moyen anglais, le k se prononçait encore, et le digramme gh se prononçait comme le ch de Nicht (particule de négation en allemand) en allemand moderne.
- Thanne longen folk to goon on pilgrimages
- And palmeres for to seken straunge strondes
- To ferne halwes, kowthe in sondry londes[6] ;

Le mot straunge est disyllabique, et palmeres est trisyllabique.

## Alphabet
L'alphabet est similaire, mais certains caractères du moyen anglais ne s'utilisent plus en anglais moderne :
| lettre | nom   | prononciation       |
| ------ | ----- | ------------------- |
| æ      | Ash   | [æ]                 |
| ð      | Eth   | [ð]                 |
| þ      | Thorn | [θ]                 |
| ȝ      | Yogh  | [ɡ], [ɣ], [j], [d͡ʒ] |

## La norme de la Chancellerie
La norme de la Chancellerie était une forme écrite de l'anglais employé dans la bureaucratie gouvernementale et à d'autres fins officielles, à la fin du XIVe siècle. On estime que cette norme a contribué de façon significative à l'émergence de l'anglais moderne. Du fait du grand nombre de dialectes de l'anglais parlés et écrits à cette époque dans le pays, le gouvernement avait besoin d'une norme claire et sans ambiguïté pour la rédaction des documents officiels. C'est dans ce but que fut créée la norme de la Chancellerie.

### Histoire de la norme de la Chancellerie
Cette norme s'est développée au cours du règne du roi Henry V (1413-1422) pour répondre à sa volonté de privilégier l'emploi de l'anglais à celui de l'anglo-normand ou du latin dans les instances gouvernantes. Cette norme fut fortement standardisée dans les années 1430. Elle était inspirée principalement des dialectes parlés à Londres et dans les midlands de l'Est qui étaient des régions majeures sur le plan démographique et politique. Néanmoins, certains éléments provenant d'autres dialectes y furent incorporés, qui permettaient de clarifier des expressions. Par exemple, les formes du nord que sont they, their et them furent préférées aux hi/they, hir et hem de Londres, probablement parce qu'il y avait un risque de confusion avec des mots comme he, her ou him.
Au début de son développement, les ecclésiastiques qui l'employaient étaient davantage familiarisés avec le français et le latin. Les grammaires figées de ces langues influencèrent la constitution de la norme pour la langue anglaise. Ce ne furent pas les seules influences qui contribuèrent à la formation de cette norme, mais cela permit de créer un noyau autour duquel le moyen anglais pouvait se cristalliser.
Au milieu du XVe siècle, la norme de la Chancellerie était employée dans tous les documents officiels, à l'exception de l'Église, qui continuait de parler latin, et dans certains domaines de droit, où l'on employait de préférence le français et le latin. Ce "nouvel anglais" fut progressivement disséminé dans tout le pays par la bureaucratie et gagna peu à peu en popularité.
De plus, la norme de la Chancellerie présentait l'avantage d'offrir un anglais largement compréhensible et dont les premiers imprimeurs (XVe siècle) favorisèrent l'expansion.

## Exemple de texte
Le texte qui suit présente les premières phrases du Prologue des Contes de Canterbury, de Geoffrey Chaucer. La première colonne propose le texte en moyen anglais, et la seconde le traduit en anglais moderne : 
| Moyen anglais | Anglais moderne |
| --- | --- |
| Whan that Aprill with his shoures sote The droghte of Marche hath perced to the rote, And bathed euery veyne in swich licour, Of which vertu engendred is the flour; Whan Zephirus eek with his swete breeth Inspired hath in euery holt and heeth The tendre croppes, and the yonge sonne Hath in the Ram his halfe course yronne, And smale fowles maken melodye, That slepen al the niȝt with open ye So priketh hem Nature in hir corages Than longen folk to goon on pilgrimages, And palmeres for to seken straunge strondes, To ferne halwes, couthe in sondry londes; And specially, from euery shires ende Of Engelond to Caunterbury they wende, The holy blissful martir for to seke, That hem hath holpen, whan that they were seke. | When April with its sweet showers has pierced the drought of March to the root, and bathed every vein in such liquor from whose power the flower is engendered; when Zephyr also, with his sweet breath has blown in every wood and heath the tender crops, and the young sun has run his half-course in the sign of the Ram, and small fowls make melody, who sleep all night with open eye - so Nature stimulates them in their hearts - then people long to go on pilgrimages, and palmers to seek strange strands, to far saints, known in various lands; and specially, from every shire's end in England, to Canterbury they wend, to seek the holy blissful martyr who helped them when they were sick. |

## Exemples d'œuvres
- La Chronique de Peterborough (milieu XIIe siècle)
- Le 'Poema Morale' (milieu XIIe siècle)
- Ancrene Wisse (fin XIIe siècle / début XIIIe siècle)
- Hali Meiðhad (fin XIIe siècle)
- Sawles Warde (fin  XIIe siècle)
- Brut de Layamon (fin XIIe siècle / début XIIIe siècle)
- Le Hibou et le Rossignol (fin XIIe siècle / début XIIIe siècle)
- L'Ormulum (fin XIIe siècle / début XIIIe siècle)
- Le Roi Horn (XIIIe siècle)
- Sermons du Kent (XIIIe siècle)
- Le Renard et le Loup (milieu du XIIIe siècle)
- Proclamation d'Henri III (milieu du XIIIe siècle)
- Havelok le Danois (fin XIIIe siècle)
- Ayenbite of Inwyt (milieu XIVe siècle)
- Les Contes de Canterbury et autres œuvres de Geoffrey Chaucer (fin XIVe siècle)
- Confessio Amantis de John Gower (fin XIVe siècle)
- Piers Plowman de William Langland (fin XIVe siècle)
- Sire Gauvain et le Chevalier vert et autres œuvres du Pearl Poet (fin XIVe siècle)